# Phymatosorus pustulatus
Phymatosorus pustulatus là một loài thực vật có mạch trong họ Polypodiaceae. Loài này được (G. Forst.) Large, Braggins & P.S. Green miêu tả khoa học đầu tiên năm 1992.